# Jaworzyna (1047 m)
Jaworzyna (1047 m) – szczyt w Beskidzie Żywiecko-Orawskim, pomiędzy Przełęczą Półgórską (809 m), a przełęczą Głuchaczki (830 m). Grzbietem tym przebiega granica polsko-słowacka oraz Wielki Europejski Dział Wodny. Administracyjnie położony jest na granicy gminy Jeleśnia w powiecie żywieckim.
Południowo-wschodnie, całkowicie porośnięte lasem stoki Jaworzyny opadają do słowackiej doliny rzeki Polhoranka (Półgórzanka). Natomiast na polską stronę od Jaworzyny odbiegają dwa grzbiety oddzielone doliną potoku Przyborowiec. Jest to północno-zachodni grzbiet Cudzikówki i grzbiet zachodni, niżej rozgałęziający się na dalsze dwa grzbiety (Przyborowca i Wierchu Jabłonki). Obecnie również po polskiej stronie partie grzbietowe Jaworzyny są porośnięte lasem, na dawniejszych jednak mapach zaznaczone są tutaj duże polany i pola uprawne, obecnie już w większości zarosłe lasem.

## Regionalizacja
W regionalizacji fizycznogeograficznej Polski według Jerzego Kondrackiego Jaworzyna należy do Beskidu Żywieckiego, w nowszej regionalizacji z 2018 roku do Beskidu Żywiecko-Orawskiego. Są też inne różnice; w nowszej regionalizacji należy do Pasma Mędralowej, u J. Kondrackiego należała do Grupy Pilska. Administracyjnie znajduje się w granicach wsi Przyborów w województwie śląskim, w powiecie żywieckim, w gminie Jeleśnia.

## Szlaki turystyczne
Przez grzbiet po stronie polskiej przebiega czerwony szlak turystyczny prowadzący wzdłuż granicy z przełęczy Glinne przez Beskid Korbielowski, Szelust na Mędralową i dalej Babią Górę, stanowiący fragment Głównego Szlaku Beskidzkiego. Po stronie słowackiej przez grzbiet przebiega niebieski szlak turystyczny z przełęczy Glinne na Mędralową i dalej Babią Górę. Przez zbocza poniżej szczytu przebiega czarny szlak turystyczny z Korbielowa przez Krzyżówki na Magurkę. Przez grzbiet prowadzi również Transbeskidzki Szlak Konny.